# Milizac
Milizac (bret. Milizag) – miejscowość i dawna gmina we Francji, w regionie Bretania, w departamencie Finistère. W 2013 roku populacja gminy wynosiła 3467 mieszkańców. 
W dniu 1 stycznia 2017 roku z połączenia dwóch ówczesnych gmin – Guipronvel oraz Milizac – utworzono nową gminę Milizac-Guipronvel. Siedzibą gminy została miejscowość Guipronvel. 